# Gådokgaskatjåhkkå
Gådokgaskatjåhkkå (Kåtokkaskatjåkko) är den högsta toppen i Piellorieppemassivet i Sareks nationalpark med 1 978 meter över havet. Berget uppvisar branta sidor i både östlig och västlig riktning